# Короли и капуста (мультфильм)
«Короли и капуста» — российский кукольный мультфильм 1996 года по мотивам одноимённой повести О. Генри. Режиссёр Мария Муат
создала мультфильм-мюзикл для взрослых на студии «Аниматограф».

## Сюжет
Действие происходит в Анчурии — латиноамериканской банановой республике, которую придумал О. Генри. Там растут кактусы и бананы, а местные девушки — прекрасны как цветы и всех цветов кожи. Местный президент сбежал с певицей кабаре, прихватив саквояж с государственной казной. Все ищут пропавшие деньги, а попутно одни находят свою любовь, а другие — стреляют и устраивают перевороты. А красивые девушки по любому поводу танцуют и поют.

## Создатели
- Автор сценария, диалогов и текстов песен: Владимир Голованов
- Режиссёр-постановщик: Мария Муат
- Художники-постановщики: Ксения Прыткова, Константин Романенко
- Оператор-постановщик: Андрей Пучнин
- Композитор: Игорь Назарук
- Ведущие аниматоры: Татьяна Молодова, Константин Романенко, Алла Соловьёва
- Роли озвучивали: Владимир Машков (Фрэнк Гудвин), Лев Дуров (Блайт), Лариса Удовиченко (Изабель), Ирина Муравьёва (Джессика), Всеволод Абдулов (Дикки), Виктор Павлов, Михаил Кононов (Фелипе), Юлия Рутберг (Памба), Александр Пожаров (Лосадо), Игорь Письменный (Корриэро)
- Интермедии: «Стволы», «Я так ждала», «Танго», «Воспоминания» —
- Режиссёр: Наталья Орлова
- Художник: Пётр Котов
- Кинооператор: Сергей Хлебников
- Звукооператор: Владислав Тарасов
- Песни исполняют: Жанна Рождественская, Ирина Муравьёва, Михаил Серышев
- Исполнительный продюсер: Александр Соколов
- Директор: Алина Власова
- Создатели приведены по титрам мультфильма

## Фестивали и награды
- 1996 Приз II МФАК «Золотая рыбка» Москва;
- 1996 Приз Фестиваля «Литература и кино» в Гатчине.[2]

## Видео
Мультфильм выпускался на DVD в сборнике мультфильмов «Фестиваль мультфильмов. Выпуск 1. Короли и капуста».